# Patriarcat (Graeber)
Pour les articles homonymes, voir Patriarcat.
Vous pouvez aider à l'améliorer ou bien discuter des problèmes sur sa page de discussion.
- Il n'est pas vérifiable et peut contenir des informations totalement erronées. Il est fortement conseillé aux contributeurs d'étayer son contenu par des sources fiables. Sans cela, sa suppression pourrait être envisagée. (si vous venez d'apposer le bandeau, veuillez cliquer sur ce lien pour créer la discussion et en afficher les indications). (Marqué depuis décembre 2024)
- Il peut contenir un travail inédit ou des déclarations non vérifiées. Vous pouvez l’améliorer en ajoutant des références. (Marqué depuis décembre 2024)
- Il peut contenir une synthèse inédite de sources non directement liées au sujet de l'article ou de sources primaires. Vous pouvez aider en ajoutant des sources secondaires centrées sur le sujet de l'article ou en supprimant le contenu problématique. (Marqué depuis décembre 2024)

- Archive Wikiwix
- Bing
- Cairn
- DuckDuckGo
- E. Universalis
- Gallica
- Google
- G. Books
- G. News
- G. Scholar
- Persée
- Qwant
- (zh) Baidu
- (ru) Yandex
- (wd) trouver des œuvres sur Wikidata

Vous pouvez aider à l'améliorer ou bien discuter des problèmes sur sa page de discussion.
- Son contenu est évasif ou trop peu précis. Améliorez sa qualité à l'aide des conseils sur les sources. (Marqué depuis décembre 2024)

- Archive Wikiwix
- Bing
- Cairn
- DuckDuckGo
- E. Universalis
- Gallica
- Google
- G. Books
- G. News
- G. Scholar
- Persée
- Qwant
- (zh) Baidu
- (ru) Yandex
- (wd) trouver des œuvres sur Wikidata

Dans le cadre de ses recherches et réflexions, David Graeber développe une vision spécifique du patriarcat. L'anthropologue développe une pensée propre relative à son apparition, son expansion et sa permanence.
Il voit notamment dans le développement de la royauté l'une des sources de l'apparition du patriarcat ; la royauté étant généralement masculine au sein des sociétés humaines. De plus ; une réaction rurale au développement des grands centres urbains mésopotamiens pourrait en être aussi une des origines. Par ailleurs, Graeber reprend en partie les hypothèses de Marija Gimbutas, qui soutient que les habitants de l'Europe précédant les migrations indo-européennes auraient été généralement organisés dans des sociétés matriarcales.
L'anthropologue soutient aussi qu'il faut lutter contre le patriarcat.

## Pensée

### Travaux
Graeber est en accord avec la plupart des autres anthropologues pour dire que le patriarcat naît dans les sociétés humaines lors de leur stratification en différentes classes sociales. Lié à la naissance de la royauté, il surgit aussi, selon lui, dans le cadre de l'apparition de la violence interpersonnelle dans les sociétés humaines. Il s'agit pour lui de la naissance des économies commerciales humaines, composée de trois facteurs : violence, esclavage et patriarcat. L'esclavage pour dettes serait lié à cette apparition aussi. Plus largement, Graeber pense que :

« [M]ême dans les sociétés civilisées, les femmes étaient relativement égales jusqu'à deux innovations comparativement récentes, autour de 1500 av. J.-C. : 
1) les économies sont devenues monétisées, et 2) il est devenu légal pour les hommes de louer ou de vendre leurs épouses et leurs enfants pour couvrir leurs dettes. »

Dans leur livre Sur les rois (2017), Graeber et Marshall Sahlins lient l'apparition du patriarcat au développement du régime politique de la royauté au sein de l'espèce humaine :

« Pour la moitié de l’humanité, cependant, la création de la royauté mortelle représente un coup majeur : en effet, les rois sont, dans pratiquement tous les cas connus, des figures archétypalement masculines. De nos jours, les chercheurs ont l’habitude de considérer les représentations paléolithiques ou néolithiques de figures féminines puissantes comme de simples représentations « mythologiques », sans signification politique. Mais dans les polities cosmiques qui existaient alors, cela ne pouvait pas être le cas.
Ainsi, fixer le pouvoir politique divin dans la figure masculine à la tête d’un foyer royal constituait une poussée pour le patriarcat de deux façons : non seulement la manifestation humaine principale du pouvoir divin devenait masculine, mais en outre, le but principal du foyer idéal était désormais de produire des hommes puissants. »

Dans son dernier livre, Au commencement était..., publié à titre posthume, Graeber défend en partie les hypothèses soutenues par Marija Gimbutas, sans les recevoir entièrement. Il y soutient à propos de la chercheuse que « de nos jours, parmi les universitaires, la croyance en un matriarcat primitif est considérée comme une sorte d’offense intellectuelle, presque équivalente au 'racisme scientifique' ». De manière plus générale, cependant, il évite de s'engager sur l'hypothèse du patriarcat en Europe comme originaire des invasions ou migrations indo-européennes, puisqu'il s'agit d'un sujet très débattu. Il n'y consacre que quelques lignes.
Par ailleurs, l'anthropologue s'intéresse au patriarcat en Mésopotamie et déclare tout d'abord que « l'explication standard dans le cas sumérien a été l’infiltration progressive des pasteurs issus des déserts environnants », cependant, trouvant cette explication insuffisante, il y ajoute que « le patriarcat est né, avant tout, d’un rejet des grandes civilisations urbaines au nom d’une certaine pureté, une réaffirmation du contrôle paternel face à des grandes cités comme Uruk, Lagash et Babylone, perçues comme des lieux de bureaucrates, de marchands et de prostituées. Les franges pastorales, les déserts et les steppes éloignés des vallées fluviales, étaient les endroits où fuyaient les paysans déplacés et endettés ».
Pour Graeber, la civilisation minoenne pourrait être une société matriarcale.

### Lutte
Pour résoudre la question du patriarcat, il propose aux féministes un « modèle insurrectionnel de changement social, dans lequel il y a une confrontation dramatique avec le pouvoir étatique ».

## Postérité
L'œuvre de Graeber est décrite comme opposée au patriarcat par Caroline Kaltefleiter, enseignante à la State University of New York at Cortland.